# Era de los señores de la guerra
La era de los señores de la guerra (en chino, 軍閥時代; pinyin, Jūnfá shídài), también conocida como la era de los caudillos militares (en Chino; 軍事領袖時代 pinyin, Jūnshì lǐngxiù shídài) es el período de la historia de la República de China, desde 1916 hasta 1928, cuando el país estaba dividido entre camarillas militares, una división que continuó hasta la caída del Gobierno nacionalista en las regiones de la China continental de Sichuan, Shanxi, Qinghai, Ningxia, Guangdong, Guangxi, Gansu, Yunnan y Xinjiang.
La época de los caudillos militares comienza tras la muerte de Yuan Shikai y nominalmente termina en 1928, con el final victorioso de la Expedición del Norte y el Reemplazo de la Bandera del Noreste, que da comienzo a la llamada «Década de Nankín»; sin embargo, aunque viejos señores de la guerra como Wu Peifu o Sun Chuanfang fueron depuestos, señores de la guerra de menor importancia se mantuvieron hasta los años 1930 y 1940, mientras el gobierno central se esforzaba por mantener a sus aliados nominales bajo control, gran problema para el Kuomintang (KMT) durante la Segunda Guerra Mundial y después de la guerra civil. Algunos de los principales enfrentamientos entre caudillos militares después de la reunificación teórica de 1928, incluida la Guerra de las Planicies Centrales, involucraron a casi un millón de soldados.
El periodo se caracterizó por el intento de reunificar el país por parte de las diversas agrupaciones de caudillos militares, pero cada una deseando hacerlo bajo su control. Cuando una de las camarillas parecía demasiado poderosa a las demás, éstas se aliaban para tratar de frenar su imperio. En 1920 las camarillas de Fengtian y Zhili se unieron para derrotar la de Anhui; en 1922 los restos de ésta se coaligaron con la de Fengtian y las provincias sureñas para tratar de apartar del poder a la de Zhili; derrotada esta coalición, se recreó en 1924 y consiguió esta vez la victoria gracias a la traición de Feng Yuxiang; en 1926 los restos de la camarilla derrotada se unieron a su antiguo enemigo Zhang Zuolin para enfrentarse a Feng. Zhang y el resto de caudillos tuvo que enfrentarse entonces al Guomindang, que logró finalmente acabar con su poder de manera formal.

## Orígenes

### El origen de los militares de Beiyang y de la división entre norte y sur

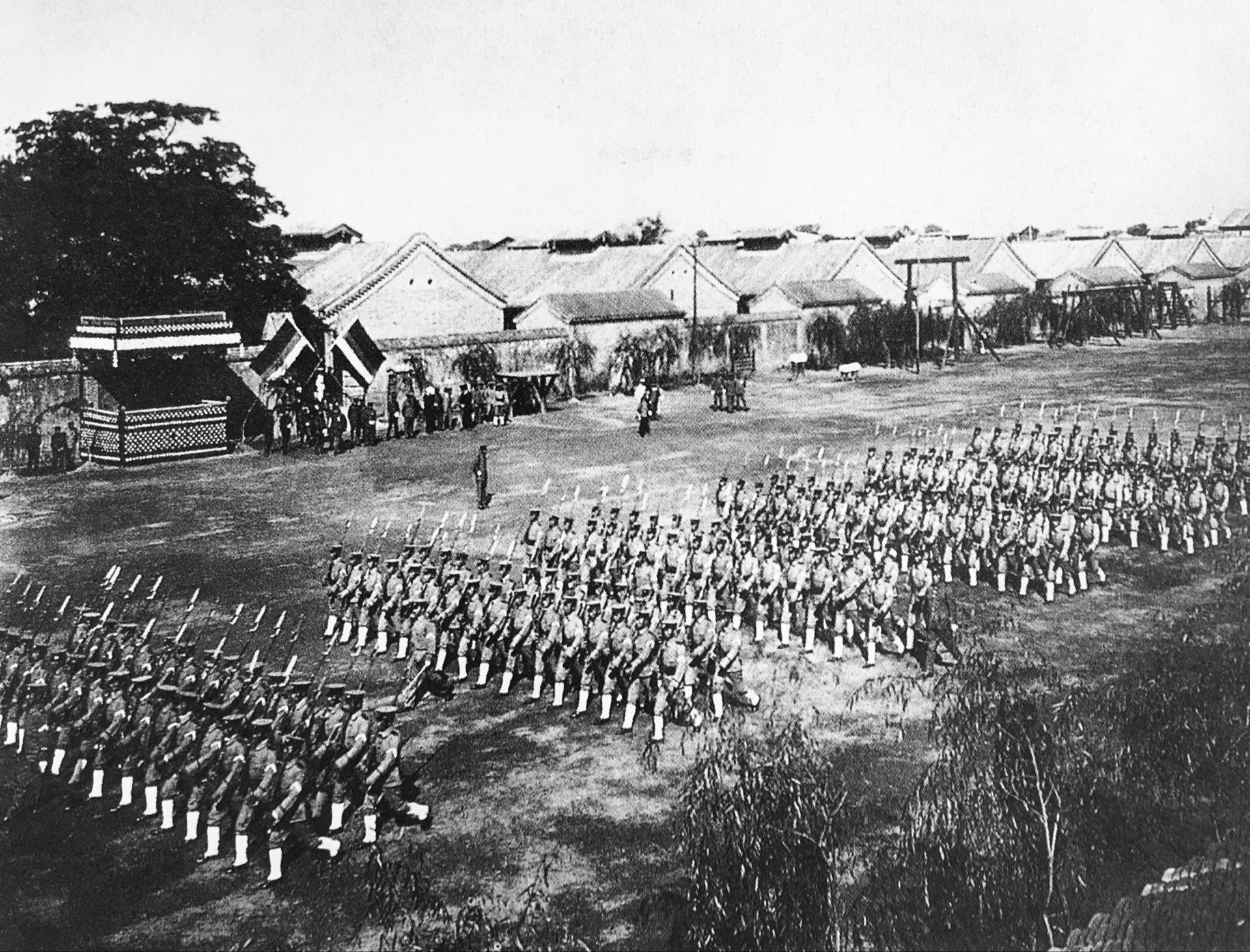
Unidades del Ejército de Beiyang en adiestramiento.

La Dinastía Qing no tenía un ejército nacional, sino ejércitos regionales y milicias que adolecían de falta de uniformidad y consistencia. La derrota china ante Japón en la primera guerra sino-japonesa hizo que el Gobierno imperial se plantease la modernización de sus tropas. El ejército más poderoso era el Ejército Beiyang establecido en el norte por Yuan Shikai por encargo gubernamental en 1895, originalmente con cinco mil hombres adiestrados en Hsiaochan según el modelo militar alemán. Este recibió la mejor formación y armamento moderno. Entre los principales colaboradores de Yuan en su misión de crear un ejército modélico se encontraban ya los que tras su muerte surgieron como primeros caudillos militares: Feng Guozhang y Duan Qirui. Acaudillado por Yuan, que elegía a los oficiales y se encargaba de financiar a la unidad, esta, la más eficaz del imperio, le era fiel a él, gozaba de amplia autonomía y no estaba controlada directamente por la corte. Los oficiales eran leales a sus superiores y formaron grupos a partir de su región de origen y las experiencias compartidas de la Academia. Las unidades se componían de hombres de la misma provincia, con el objetivo reducir las dificultades de comunicación entre hablantes de diferentes dialectos, pero alentó tendencias regionalistas. Con el retiro forzoso pero temporal de Yuan a la muerte de su protectora, la emperatriz viuda Ci Xi, el Ejército, dirigido en la práctica por Feng y Duan, comenzó a dividirse entre partidarios de estos dos oficiales.
La Revolución de Xinhai en 1911 provocó motines generalizados en todo el sur de China. Las tropas rebeldes instalaron un Gobierno provisional en Nankín al año siguiente bajo el mando de Sun Zhongshan. Los revolucionarios no eran lo suficientemente fuertes como para derrotar al ejército Beiyang y continuar los combates hubiese tenido como desenlace casi seguro la derrota. Por su parte, Yuan había logrado recuperar el mando del Ejército de Beiyang con la aquiescencia de la corte con el propósito de aplastar el levantamiento, pero para entonces Duan y Feng contaban con notable influencia en la unidad, que se reforzó durante los turbulentos tiempos revolucionarios. Sun decidió negociar con el comandante del ejército Beiyang, Yuan Shikai, para deponer la dinastía Qing y reunificar China. A cambio, Yuan se convertiría en presidente. Yuan se negó a trasladarse a Nankín y fijó la capital en Pekín, donde tenía su base de poder.
Reaccionando al creciente autoritarismo de Yuan, las provincias del sur se rebelaron en 1913, pero fueron aplastadas de manera eficaz por las fuerzas de Beiyang. Yuan y Duan —por entonces ministro de Defensa— enviaron a Feng al Yangzi para aplastar a los rebeldes. La campaña, victoriosa, alejó a Feng de la lucha por el poder en la capital, pero le otorgó una nueva zona de influencia, las provincias centrales, donde la autoridad del Gobierno central era escasa —lo que había facilitado el fallido alzamiento contra Yuan—. Los gobernadores civiles fueron sustituidos por los militares. Mientras, Yuan trató de afianzar su poder en la capital, amedrentar al Parlamento y restaurar para sí la monarquía. En diciembre de 1915, Yuan dejó claras sus intenciones de convertirse en emperador de China.  Las provincias del sur se rebelaron de nuevo en la Guerra de Protección Nacional creando una situación más grave para Yuan porque la mayoría de los comandantes de Beiyang le abandonaron. Yuan renunció a la monarquía para ganarse nuevamente a sus lugartenientes, pero en el momento de su muerte, en junio de 1916, China se dividió políticamente. Su fallecimiento eliminó a la principal figura unificadora del país y aceleró las divisiones del Ejército de Beiyang. El enfrentamiento entre el norte y el sur perduró durante toda la era de los caudillos militares. Si los primeros años de la república había quedado patente la impotencia de las autoridades civiles ante las ambiciones de los militares, poco después quedó clara también la incapacidad de cualquiera de los caudillos militares por acaparar el poder en solitario. Una sucesión de cambiantes alianzas impidió que cualquiera de ellos se alzase con el dominio total del país.

### La muerte de Yuan Shikai y los intentos de perpetuar la influencia Beiyang
La muerte de Yuan sumió al país en una grave crisis política: el Gobierno de Pekín se enfrentó a la oposición de Guomindang por la Constitución que debía restaurarse, por el periodo que debía fungir el presidente de la república o sobre la conveniencia de volver a reunir al antiguo Parlamento. Dentro del propio Gobierno pequinés, el presidente Li Yuanhong —sin respaldo militar propio— mantenía desavenencias con el primer ministro Duan Qirui. Li había sido nombrado vicepresidente gracias a acuerdo entre Yuan y Sun en 1912, pero los militares nunca habían contado con que alcanzase la presidencia. Se aceleró la desintegración del país en gran número de regiones independientes o semindependientes, feudos de distintos militares. En muchas de estas regiones, la importancia del Gobierno nacional menguó notablemente y pasaron a depender de los caudillos militares locales. En efecto, los gobernadores militares no respetaron la autoridad de Li, al que consideraban un militar menor. Li trató de apoyarse en las instituciones de la república para compensar el poder de los militares, a pesar de no haber sido hasta entonces un partidario decidido de ella. Las Cortes, muy divididas entre los partidarios de Feng y Duan y el Guomindang, no resultaron un sostén adecuado para el nuevo presidente. El intento de Li de recabar el apoyo de los militares mediante el nombramiento de Duan como primer ministro y Feng como vicepresidente fracasó, y únicamente logró entregar el control del Consejo de Ministros a Duan.
Los militares de Beiyang trataron de mantener la cohesión en ausencia de un heredero claro a la posición preeminente de Yuan Shikai para perpetuar sus privilegios y gran influencia, pero tras su desaparición los comandantes de las unidades comenzaron a gozar de un nuevo poder y autonomía. Los miembros del grupo intentaron conservar su poder mediante un dirección colegiada, plasmada en el surgimiento de la Asociación de Gobernadores Militares, fundada en septiembre de 1916, que ganó una importancia creciente en la política nacional en detrimento del Gobierno de Pekín. Los militares del grupo, sin embargo, ya habían comenzado antes a reunirse informalmente, la primera vez cuatro días después de la muerte de Yuan, para tratar su futuro político como grupo dentro de la república. Los militares de Beiyang acordaron en septiembre mantener su unión frente a aquellos que «amenazaban la unidad nacional» o realizaban peticiones políticas «descabelladas», y decidir qué política era la más conveniente para el Gobierno central. Ese mismo mes los militares lograron la destitución del ministro de Exteriores. En enero de 1917, se celebró la tercera conferencia de las principales celebradas por los militares de Beiyang, en la que presentaron diversas exigencias políticas al presidente; estas acentuaron la tensión entre Li y Duan y condujeron al fallido intento de restauración de Zhang Xun cuando Li llamó a este a defender la capital de los caudillos que Duan había congregado en Tiajin contra el presidente. Li había tratado de apoyarse en Zhang y en otros caudillos militares menores para reforzar su posición y contrarrestar el poder de Duan y Feng, como ya había hecho en el pasado Yuan Shikai. Derrotada la pretensión de Duan de que el país participase en la Primera Guerra Mundial —participación a la que se oponía Li y que las Cortes rechazaron en marzo de 1917—, el antagonismo entre presidente y primer ministro aumentó durante la primavera y llevó a que Li, tras titubear, destituyese a Duan el mayo. Los militares, reunidos en Tianjin, respaldaron a Duan y exigieron a Li la disolución del Parlamento, que había aprobado en abril la destitución de aquel. Esta amenaza causó la llamada de Zhang para defender la capital que acabó en la fracasada restauración de los Qing a comienzos de julio.
Aunque el principal objetivo de los militares de Beiyang en 1916 y 1917 era conservar el poder político, pronto comenzaron a surgir divergencias sobre la mejor manera de lograrlo. La principal amenaza a su hegemonía era el nuevo Gobierno surgido en el sur del país en septiembre de 1917. El medio para lograr su eliminación y con ello la reunificación del país condujo a las rivalidades entre Duan y Feng, que pusieron fin al periodo de consenso y al surgimiento de las primeras agrupaciones de militares en camarillas.

## Características del periodo

Principales coaliciones de caudillos militares (1925).

### La fe en la constitución
El interés de la elite política y social china de comienzos de la república por la promulgación de una constitución como solución de los males del país y método para aglutinar al país se basaba tanto en la percepción de que las grandes potencias mundiales eran constitucionales como en la filosofía nacional, que afirmaba que una política de justicia (la constitución) había de lograr el apoyo unánime del país al mandatario que la defendiese, creando un gobierno poderoso y como consecuencia un país fuerte. La creencia en que la simple redacción de una ley fundamental podría acabar por ensalmo con un país con una abrumadora población campesina discriminada, una tradición política autoritaria y personalista, unas fuerzas armadas mal coordinadas y regionalistas pervivió durante los primeros años de la república hasta que en la década de 1920 fue sustituida por la fe en el partido único como cimiento para crear el ideal de la nación fuerte que la experiencia constitucional no había logrado formar.

### El Gobierno central de Pekín

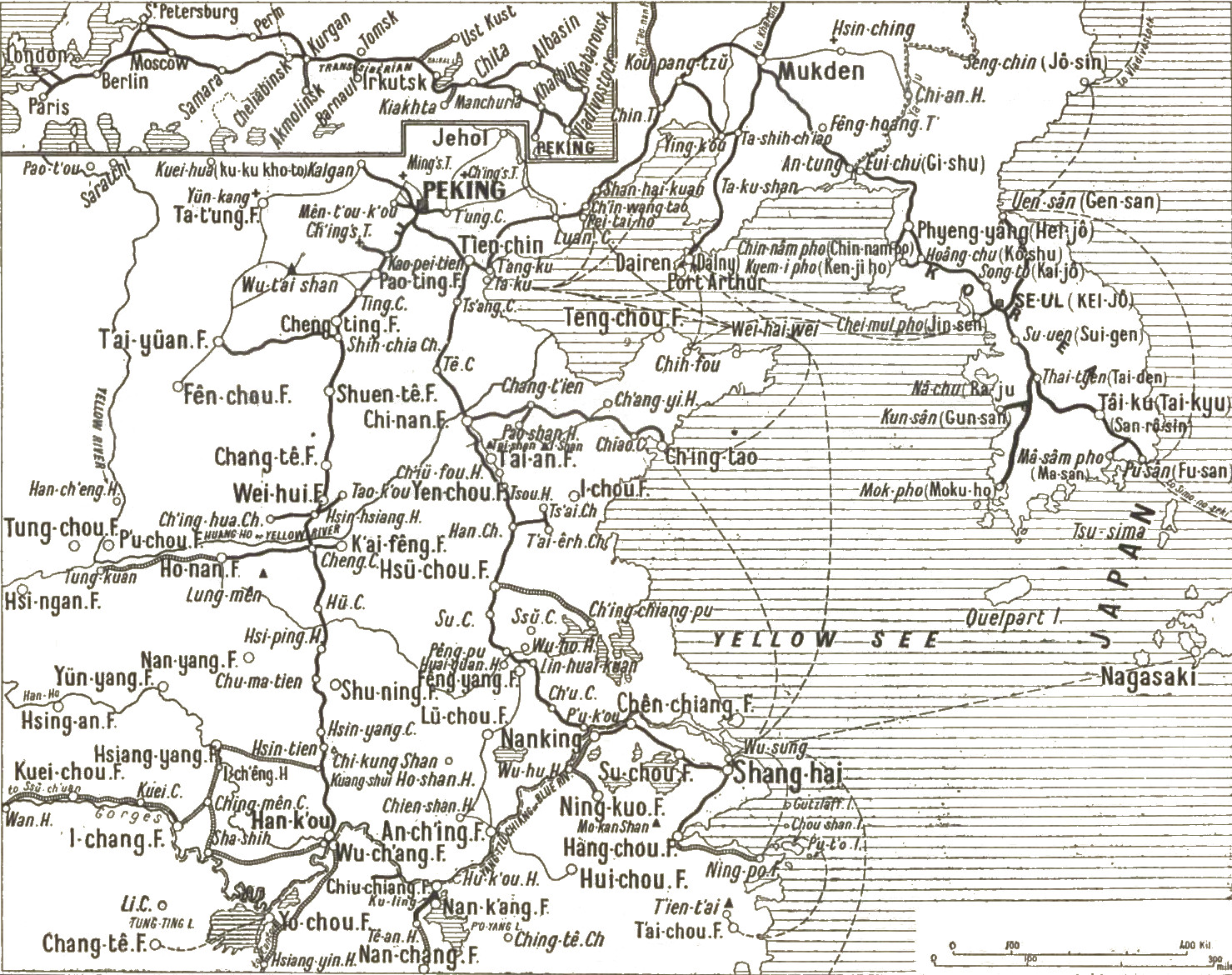
China septentrional a principios del, con las principales líneas férreas, a lo largo de las que se centraban los combates entre los distintos caciques militares de los primeros años de la república.

El Gobierno del primer periodo republicano se caracterizó por su inestabilidad: entre 1916 y 1928 se sucedieron cuarenta y cinco gabinetes, cinco legislaturas y siete Constituciones o leyes similares. Durante estos doce años, se sucedieron siete jefes de Estado en el cargo. Su carácter de mero títere de los diversos caciques militares y las tensas e inestables relaciones entre ellos causaban la continua inestabilidad de los gabinetes. El poder del Gobierno central sólo era respetado por las provincias cuando convenía a los caudillos militares que las controlaban realmente. El Gobierno de Pekín no era el centro de las decisiones administrativas y políticas del país, sino una fuente más de poder. Esto se debía a que el control del Gobierno conllevaba ciertas ventajas:
- Un cierto prestigio nacional e internacional, al ser el único Gobierno reconocido por los países extranjeros.[25] El lema de la unidad nacional era popular y el Gobierno de Pekín se consideraba el encargado de lograrla.[24]
- El ser el único interlocutor ante las potencias extranjeras para la negociación de tratados, de préstamos.[25] El gran número de préstamos contratados durante el periodo (y que acabaron por llevar al país a la bancarrota) los realizaba el Gobierno central, para beneficio de la camarilla que lo controlase.[26]
- La obtención de un cierto respaldo de estas potencias a aquel que controlase el Gobierno central, como la protección de la capital o del importante ferrocarril Pekín-Tianjin.[25]
- La capacidad teórica de nombrar altos cargos. Aunque a menudo ignorada por los poderes provinciales, esta potestad solían buscarla estos como fuente de legitimación de sus cargos.[25]
- El control de ciertos ingresos importantes, protegidos en parte por las potencias, como el impuesto de la sal y los ingresos de las aduanas en los puertos abiertos al comercio internacional por los tratados del siglo XIX y XX. Estos impuestos, concedidos en parte a las potencias como indemnizaciones de guerra o avales por préstamos, comenzaron a generar un superávit que las potencias entregaban al Gobierno central, a pesar de las protestas de las provincias, que deseaban embolsárselo.[25][27]

Los fondos gubernamentales, además, eran fuente de ingresos por malversación de las camarillas, cimiento de la formación de nuevas unidades militares de estas y fundamento de la lealtad comprada de los parlamentarios.

#### La administración
La corrupción era habitual y estaba muy extendida en el Gobierno. El nepotismo en la asignación de cargos, el soborno de los diputados, la creación de sinecuras, el robo de fondos militares por los caciques militares de las provincias o de las partidas civiles por los funcionarios eran comunes. Los altos funcionarios eran hombres ricos y solían dejar su puesto aún más opulentos. Aunque la corrupción de la administración había surgido en la época imperial y no era vista con malos ojos por los notables de mentalidad más tradicional, creció notablemente durante el periodo republicano y no tuvo penalización alguna. La falta de ideología y de una política clara hacía además de la corrupción política un método de lograr consenso entre los políticos y los funcionarios.
La administración, salvo en los principales puestos de carácter político, no sufrió excesivamente los frecuentes cambios de poder, siendo muchos de los funcionarios originarios de la administración imperial: la necesidad de los militares de contar con especialistas y de evitar el caos administrativo evitó los cambios en masa de funcionarios en las crisis políticas.

#### El Parlamento
La corrupción del Parlamento era aún más acusada que la del funcionariado. Su poder real era escaso, pero no así su prestigio y sus poderes según la Constitución, que le otorgaban la aprobación del gabinete y del nombramiento de otros altos cargos administrativos. La disposición de los parlamentarios a vender su voto llevó a la práctica extendida del soborno, a la vez que al desprestigio de la institución, cuyos miembros ensalzaban en público los valores democráticos mientras que aceptaban pagos para votar según deseasen las camarillas.

### La situación financiera
Aunque la república nació con graves problemas financieros, la situación tuvo su mejor momento durante el régimen de Yuan Shikai (1912-1916). Los ingresos del Gobierno central aumentaron, incluso más que los que recibía el Gobierno imperial de las provincias en su última época. El logro de ciertos préstamos extranjeros avalados adecuadamente mejoraron temporalmente las finanzas gubernamentales.
A la muerte de Yuan, la situación comenzó a empeorar: se repitió la contratación de préstamos mal avalados (que disminuían la confianza en la capacidad de pago de Pekín y por tanto su crédito) utilizados para fines políticos y corruptos a la vez que los ingresos provenientes de las provincias menguaban. En 1920 se acercaba la bancarrota; el Gobierno era incapaz de cubrir la deuda creciente y aumentó la dificultad de solicitar nuevos créditos. En política esto hizo aumentar la influencia de los nuevos banqueros chinos, los únicos dispuestos a conceder créditos ya al Gobierno, aunque en duras condiciones.

### Estructura administrativa
Las provincias se dividían en prefecturas (Wade-Giles, tao) que, a su vez, se subdividían en distritos (Wade-Giles, hsien). A la cabeza de las primeras se encontraba un prefecto mientras que los segundos quedaban en manos de magistrados. El control de los militares incluso a nivel de distrito era férreo, siendo relevados los magistrados en caso de haber un cambio en el control de la región de una camarilla militar a otra.

### El poder de las camarillas político-militares
El sistema de facciones militares con políticos a su servicio que caracterizó el primer periodo republicano, especialmente tras la muerte de Yuan Shikai, era inmobilista y tendente al equilibrio: cualquier intento de una camarilla por hacerse con un poder supremo llevaba a la coalición temporal de las demás para hacerlo fracasar, perpetuando el sistema por la imposibilidad de ninguna de ellas de lograr una victoria total. Este sistema de alianzas impedía la aniquilación de las facciones derrotadas en un momento dado, que podían ser aliados de los vencedores en la próxima confrontación, a la vez que le imprimía un carácter duro frente a los rivales que amenazaban el sistema, como los movimientos de las provincias del sur de Sun Yatsen.
Su inestabilidad aparente y falta de políticas claras, consecuencia de la continua lucha entre facciones, llevó, sin embargo, a minar su prestigio y apoyo popular, que apreciaba el contraste entre el ideal constitucional y la realidad política. Este desprestigio llevó a que a mediados de 1920 las clases sociales privilegiadas traspasasen su apoyo al Guomindang, como nueva elite que prometía un gobierno mejor.
Otra característica del sistema político fue el enfrentamiento entre las nuevas camarillas militares y los notables de las provincias: mientras que en el periodo imperial los funcionarios del Gobierno y los notables de las regiones cooperaban para explotar las mismas, el fin del cambio de puesto y la necesidad de tomar el control total de las provincias como base permanente de poder llevó al enfrentamiento entre los dos grupos. Los seguidores del caudillo militar local fueron desplazando de sus puestos de poder e influencia a los antiguos poderosos nativos. Las rivalidades causaron cientos de enfrentamientos militares de diversos grados: locales, regionales o nacionales. Los principales enfrentamientos entre las camarillas mayores decidieron quién controlaba el Gobierno de Pekín, símbolo de legitimidad.
La cohesión de las diversas camarillas militares variaba en grado pero, en general, se basaba en ciertos vínculos comunes entre sus miembros que les daban una estructura esencialmente piramidal en cuanto a lealtad: familiares entre superior y subordinado, de maestro y alumno, de amistad, origen común o de experiencias o formación compartida. La camarilla más simple y cohesionada de entre las principales era la de Fengtian, mientras que la de Zhili era mucho más amplia, compleja pero más débil. La de menor cohesión era la camarilla de Anhui.

### Los caudillos militares
Los caciques militares que controlaban casi todo el territorio necesitaban controlar una región cuyos recursos pudiesen explotar para el mantenimiento de su fuerza militar, la base de su poder político. Además, para mantener su poder, necesitaban forjar un sistema de alianzas, a menudo cambiantes, con otros caudillos militares: ninguno contaba con el poder suficiente para imponer su supremacía a los demás y cualquier atisbo de crecimiento excesivo desencadenaba una alianza hostil de los demás adversarios, que veían en peligro su fuerza ante la amenaza del rival medrado. Estos acuerdos, por su naturaleza de pactos interesados, eran efímeros: el enemigo de ayer se convertía ante la necesidad en el aliado de hoy. La necesidad de explotar el territorio bajo su control para obtener fondos y de mantener sus tropas bien equipadas y entrenadas por la amenaza militar de los rivales eran las actividades principales de los jefes militares. Esto requería estructuras complejas con abundantes técnicos especializados tanto en tareas administrativas como militares. Las exacciones de los militares no solo desviaban un parte sustancial de la riqueza nacional a sus fuerzas, sino que complicaban la actividad económica y retrasaban el desarrollo del país.
Los militares no solo se apropiaban de los ingresos por impuestos ordinarios, sino que inventaban impuestos nuevos, instauraban monopolios o controlaban los beneficios de actividades como el comercio de opio, el juego o la prostitución, que en ocasiones fomentaban. La extorsión a los comerciantes también estaba extendida entre los militares. La emisión de grandes cantidades de moneda sin respaldo alguno complicó las operaciones comerciales. La sustitución de los cultivos tradicionales por el opio y la disminución de los fondos estatales para el mantenimiento de los regadíos y diques causaron hambrunas y graves inundaciones. Los ejércitos saqueaban a la población y el bandidaje se extendió por todo el país.
La necesidad de control del territorio conllevaba además un enfoque autoritario y represivo de la política de la región bajo su control: el caudillo militar necesitaba un control total de su feudo para asegurarse los recursos del mismo y la autonomía completa en momentos de crisis. La política de las provincias quedaba así subordinada a los militares, quedando las autoridades civiles en un segundo plano.
Los nombramientos de altos cargos, incluidos los provinciales, eran competencia teórica de la presidencia de la república, pero los caudillos de las distintas regiones a menudo ignoraban las decisiones del gobierno central, utilizando su poder militar para imponer sus preferencias cuando era necesario. Aunque los gobiernos de las provincias contaban con un gobernador civil (Wade-Giles, sheng-chang) y otro militar (Wade-Giles, tüchun) y este último sólo era en teoría competente en asuntos militares, era él el que en realidad controlaba el poder político, incluso en asuntos puramente civiles de la provincia. Subordinados en teoría al presidente de la república, al ministerio de defensa y al Estado Mayor en Pekín, en la práctica eran nombrados por los caciques militares que controlasen la provincia. Gran parte de los cargos civiles lucrativos o que controlaban ingresos significativos de las provincias también eran nombrados por los caudillos militares con el fin de hacerse con ellos.
Los ejércitos de los militares crecieron durante todo el periodo, de alrededor de medio millón de hombres en 1916 hasta al menos dos millones en 1928, aunque la cifra exacta se desconoce. La gran mayoría de sus miembros eran campesinos pobres, enrolados para tratar de huir de ella, lograr un modo de vida o ascender en la escala social. En algunos ejércitos, la paga era irregular, y el caudillo compensaba a sus tropas permitiendo el pillaje. El cambio de bando de las tropas era habitual, ya que normalmente el caudillo vencedor absorbía entre sus unidades a las del derrotado. Aunque reacios a arriesgar sus unidades en enfrentamientos en los que se encontrasen en clara desventaja, los choques cruentos de fuerzas fueron muy comunes en la época de los caudillos militares; la población en general odiaba a las tropas.

## Acontecimientos en el norte

Esta enseña militar se basó en la bandera de Cinco razas bajo una unión.

La muerte de Yuan dividió al ejército Beiyang en dos facciones: la camarilla de Anhui liderada por Duan Qirui y la de Zhili acaudillada por Feng Guozhang. La facción de Fengtian, tercera gran camarilla militar, con su centro en Manchuria y dirigida por Zhang Zuolin, fue una amalgama de unidades locales y de Beiyang. Dado que la comunidad internacional reconocía a cualquier Gobierno que rigiese en Pekín, la captura de esta ciudad era una prioridad para todas al agrupaciones militares. Además, quien controlase el gobierno recibía teóricamente los ingresos aduaneros y podía solicitar préstamos al extranjero. Todas las facciones del norte reconocían al Gobierno de Pekín como legítimo, incluso si se oponían a él. Aunque lo admitían como legítimo, las camarillas le negaban la autoridad para imponer su criterio en las provincias. El Gobierno Beiyang de Pekín ocasionalmente emitía decretos sobre territorios más allá de su control, a sabiendas de que serían ignorados, para justificar una posterior acción militar, bajo la acusación de traición. Esta práctica terminó en 1923, cuando Cao Kun compró la presidencia y las demás facciones del norte quedaron tan disgustadas por la maniobra que se negaron a reconocerlo.

### Hegemonía de Anhui (1916–1920)

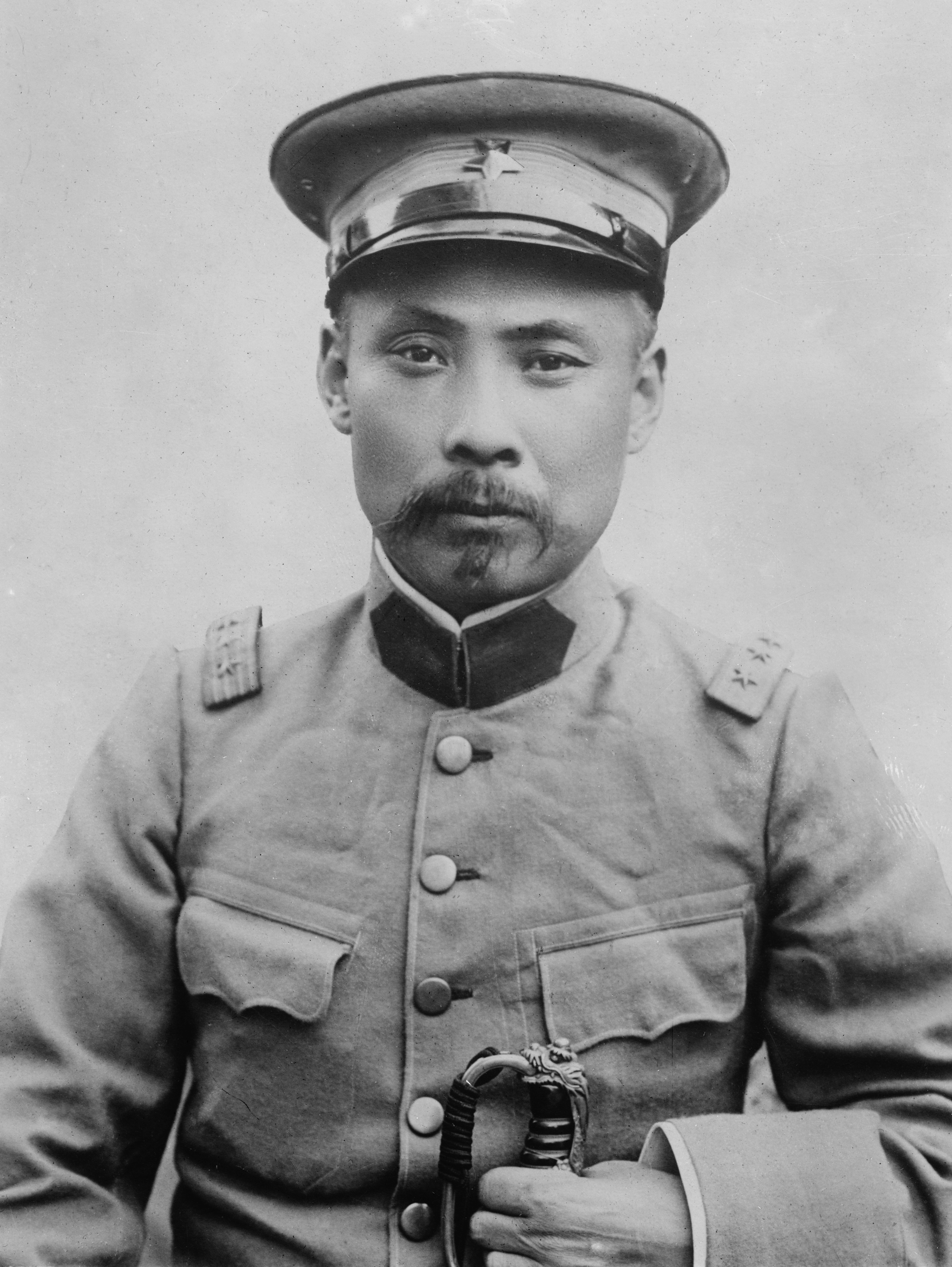
Duan Qirui, fundador y dirigente de la camarilla de Anhui que dominó la política del norte de China en la segunda mitad de la década de 1910.

El presidente Li Yuanhong fue prácticamente marginado por los generales de Beiyang.  El primer ministro Duan Qirui dominaba la política pero tuvo que trabajar con la camarilla rival de Zhili con el fin de mantener la estabilidad del Gobierno. Muchas provincias se negaron a reconocer su Gobierno y pidieron que los generales de Beiyang abandonaran la política. Los esfuerzos de Duan de ejercer mano dura para presionar al país para entrar en la Primera Guerra Mundial y los préstamos secretos que recibió de Japón llevaron a su destitución por Li en mayo de 1917. A sabiendas de que Duan estaba conspirando contra él, Li pidió al influyente general de Beiyang Zhang Xun que protegiera al Gobierno. Por el contrario, Zhang forzó la disolución del Parlamento y restauró la dinastía Qing en julio. Duan desbarató el golpe de Estado monárquico, fue aclamado como el salvador de la República y obtuvo mayor influencia. Entonces logró declarar la guerra a Alemania en agosto de 1917. Li, acogido por la embajada japonesa durante el golpe monárquico de Zhang pero acusado por Duan de ser su causante, exigió regresar a la presidencia. Duan despreció la petición de Li y llamó a Feng a ocupar su puesto, no sin antes garantizarle que sus partidarios continuarían controlando las provincias del Yangzi donde Feng se había labrado una base de poder.
A pesar del acuerdo entre Duan y Feng para apartar a Li de la presidencia, las desavenencias entre ambos llevaron a la cristalización de la rivalidad en un enfrentamiento entre la presidencia de la república —controlada por Feng— y la del Gobierno —dominada por Duan—. Los partidarios del primero se agruparon en la camarilla de Zhili, mientras que los del segundo formaron la camarilla de Anhui, más cohesionada. Esta última fue inicialmente una agrupación dedicada al control de las Cortes, ya que la rivalidad entre los dos militares aún no había conducido a un choque armado, sino que se limitaba a una lucha por el control de las institución, en especial, del Parlamento. Feng trató infructuosamente de disolverlo para que unas nuevas elecciones permitiesen sustituir a Duan al frente del Gobierno y permitir su reelección como presidente de la república al final de su mandato en octubre de 1918, pero Duan, mediante la formación de una delegación de diputados a los que se les pagaba, logró mantener el cuórum que evitaba la disolución. La camarilla de Feng, carente en realidad de un dirigente carismático y agrupando tanto a sus partidarios como a meros adversarios de Duan, no logró contrarrestar la influencia de su rival en la capital.
La siguiente tarea de Duan era someter el sur, y ya en julio de 1917 envió una división a Hunan, militarmente débil, con el objetivo de asegurar el ferrocarril hacia Cantón. Controlar Hunan permitía además atacar a las provincias rebeldes desde Sichuan. El 6 de agosto de 1917, Duan nombró un nuevo gobernador militar para la provincia, lo que desató los combates diez días más tarde; esta guerra acabó con la cohesión de la camarilla de Beiyang. Las diferentes reacciones de los militares a la guerra causaron la ruptura de la unidad del grupo. El presidente, Feng Guozhang, no respaldó las operaciones militares de Duan. Feng se negó a legitimar el conflicto promulgando un edicto de campaña punitiva contra Hunan y alentó las críticas de los gobernadores militares de las provincias del Yangzi. En parte, los desacuerdos eran por cuestiones personales: un triunfo militar de Duan eclipsaría a Feng y le convertiría en el caudillo de la camarilla de Beiyang. Tras ciertas victoria en octubre de 1917, las tropas norteñas sufrieron numerosas bajas y una de las unidades solicitó que el Gobierno proclamase un armisticio en noviembre. Ciertos gobernadores militares, entre ellos Cao Kun de Zhili, se mostraron favorables a la negociación para resolver el enfrentamiento. La campaña en Sichuan también había sufrido una serie de reveses que llevaron a Duan a presentar la dimisión el 15 de noviembre, a la vez que acusaba a Feng de doblez.
La reanudación de los combates por las tropas de Hunan y una rebelión en la vecina Hubei favorecieron, sin embargo, su estrategia belicista contra el sur. Ya en diciembre, ante la amenaza de los sureños, diversos caudillos de Beiyang habían vuelto a respaldar a Duan, entre ellos Cao Kun, que comenzó a enviar tropas al sur para reforzar las posiciones. Los intentos de negociación de Feng y sus partidarios con los rebeldes del sur fracasaron y el presidente tuvo que ceder y nombrar varios comandantes para una expedición oficial contra el sur a finales de enero de 1918. Cao recibió el mando principal de la campaña. A finales de enero, Duan selló una alianza con Zhang Zuolin para que las tropas de este marchasen sobre la capital y le permitiesen retomar la presidencia del Gobierno. Zhang rodeó la capital el 25 de febrero y envió diversas peticiones al presidente, entre las que se incluían el relevo de diversos gobernadores militares hostiles a Duan, la formación de un nuevo gabinete con este a la cabeza o el nombramiento de Zhang como inspector general de Manchuria. La presión militar de Zhang y otros militares sobre el presidente surtió fruto y el Gobierno volvió a manos de Duan el 23 de marzo de 1918. Duan cometió entonces un grave error político: nombró gobernador militar de Hunan —recuperada en gran parte tras retomarse la campaña— a un allegado militar de Beiyang, incompetente y cuya única virtud era la cercanía al primer ministro; Wu Peifu, que había llevado el peso de la campaña y derrotado repetidamente a los rebeldes, perdió el cargo que esperaba lograr gracias a sus victorias. La medida se había debido a la necesidad de la camarilla de asegurarse el control de nuevas provincias como fuente de ingresos dado la creciente imposibilidad de obtener nuevos créditos de Japón, sumido en una cierta crisis de posguerra. Cao Kun también se fue alejando de Duan.
Las complicaciones debidas a tener que negociar con los demás caudillos militares para conseguir su cooperación en su enfrentamiento con el sur hizo que Duan comenzase a buscar la creación de un ejército que le fuese personalmente leal y le permitiese no tener que depender del resto de caudillos como Zhang o Cao. Para lograrlo, Duan se apoyó en Japón y en la supuesta participación china en la guerra mundial; dos meses después de su regreso al frente del Consejo de Ministros firmó un importante acuerdo de defensa mutua con Japón que incluía la formación de nuevas unidades militares y el suministro de armas, teóricamente para su envío al conflicto internacional, pero en realidad para crear la fuerza que Duan deseaba. La financiación necesaria para hacer realidad la ambición de unificar el país por la fuerza también provino de Japón a través de una serie de préstamos (al menos seis entre marzo y octubre de 1918 por valor de 120 millones de yuanes). Duan trató de completar sus medidas con el control del Gobierno central, para lo que se creó un grupo político afín, el «club Anfu» en mayo de 1918, en la práctica la sección política de la camarilla militar de Duan. Este grupo debía garantizar tanto un resultado favorable en las siguientes elecciones presidenciales como el control de la administración central. En julio, Zhang Zuolin, Cao Kun y Xu Shuzheng (principal colaborador de Duan) se reunieron en Tianjin para respaldar la candidatura de Xu Shichang a la presidencia una vez que se acabase la legislatura de Feng; Cao debía recibir la vicepresidencia a cambio de su apoyo.
Los intentos de Duan de reforzar sus posición produjeron desconfianza entre otros caudillos militares; Cao y Wu detuvieron las operaciones en el sur tras capturar Hengyang el 18 de abril de 1918. La visita de Duan para tratar de convencer a Cao de retomar las operaciones resultó infructuosa. Los intentos de malquistar a Wu con Cao para debilitar a este fracasaron. La tensión entre Cao y Wu, por una parte, y Duan, por otra, estalló el 21 de agosto con el comienzo de una campaña a favor del fin de los combates lanzada por Wu y sus subordinados, que pronto recibió el apoyo del Gobierno de Cantón. Al no aprobar el Parlamento la elección de Cao como vicepresidente como se le había prometido, la ruptura entre él y Duan se confirmó. El debilitamiento de la camarilla de Zhili en el Yangzi y la posibilidad de que la extensión de la de Anhui le privase del Gobierno de la provincia de Zhili —que Cao había conseguido gracias al apoyo de la primera a pesar de no formar parte de ella—, también favoreció el acuerdo entre Wu y Cao en contra de Duan.
Privado del respaldo militar de Cao y ante el clamor a favor de la paz, Duan volvió a dimitir del Gobierno el 10 de octubre. La camarilla, sin embargo, logró la marcha de Feng y la elección de Xu Shichang —estudioso, antiguo gobernador de Manchuria y sin poder militar propio— a la presidencia, lo que completaba su dominio de las instituciones y parecía estar a punto de permitirle unificar el país. Se preparó una conferencia de paz que se reunió el 20 de febrero de 1919, que fracasó por los desacuerdos que pronto aparecieron entre las delegaciones del norte y del sur y la hostilidad de Duan a cualquier concesión a este. Duan logró mantener el control las nuevas unidades creadas, entrenadas y financiadas con ayuda japonesa, incluso tras el fin de la guerra mundial; en febrero China volvió a firmar un nuevo acuerdo de cooperación vigente hasta la firma de la paz y la retirada del resto de fuerzas aliadas de China que permitía a Japón seguir apoyando a Duan. Su política projaponesa le debilitó durante el Movimiento del Cuatro de Mayo. Sus rivales de la camarilla de Zhili habían utilizado su dependencia de los créditos japoneses para acusarle de entregar el país a Japón, percepción que aumentó cuando la Conferencia de Paz de París entregó las antiguas concesiones alemanas a Japón. El 24 de junio de 1919, Xu pasó a dirigir las fuerzas organizadas por Duan, para entonces llamadas Ejército de la Frontera Noroeste. Como el objetivo de Duan era usar estas unidades contra los rebeldes del sur, estos exigieron, entre otras cosas, su disolución; el rechazo de estas exigencias por la delegación del norte, su dimisión y su sustitución por delegados del «club Anfu» llevaron la paralización de las conversaciones de paz. Esto llevó a la consolidación de la camarilla de Zhili, formada por Cao, Wu y algunos gobernadores militares de las provincias del Yangzi, todos opuestos a la política de Duan. Tras la muerte de Feng el 29 de diciembre de 1919, Cao pasó a encabezar la camarilla. Esta comenzó a presentar una oposición fuerte a Duan solo tras la ruptura entre este y Cao, que reforzó notablemente la camarilla.
Por otro lado, la alianza de conveniencia entre Duan y Zhang Zuolin también se fue debilitando. Zhang había apoyado a Duan en la capital y en Jiangsu a cambio de armas y dinero para reforzar su control de Manchuria. Una vez que logró este objetivo, su necesidad de sostener a Duan menguó; la relación empeoró aún más cuando Xu Shuzheng pasó a mandar el Ejército de la Frontera Noroeste, que impedía la expansión territorial de Zhang en el noroeste del país.
Durante el otoño y el invierno de 1919, Wu llevó a cabo una campaña de propaganda contra Duan, bien recibida por la opinión pública, y solicitó en diversas ocasiones la retirada de sus unidades de Hunan. En el invierno de 1920, el gobernador de Henan, enemistado con Duan que había tratado de sustituirle, pasó a apoyar a la camarilla rival de Zhili. Durante la primavera, esta y la camarilla de Fengtian de Zhang forjaron una alianza contra Duan. El 9 de abril en Baoding, ocho provincias sellaron el pacto contra Duan. Los aliados exigían el fin del control del Consejo de Ministros por los partidarios de Duan, el cambio de la delegación de la conferencia de paz y su reactivación y el sometimiento de las unidades del Ejército de la Frontera Noroeste al Ministerio de Defensa. Duan rechazó estas reclamaciones y el 20 de mayo Wu comenzó a marchar hacia Pekín con sus fuerzas a lo largo del ferrocarril Tianjin-Pukou y abandonó Hunan a las fuerzas de la provincia. El presidente Xu acabó cediendo a las presiones de la oposición, destituyó a Xu Shuzheng del mando del Ejército de la Frontera Noroeste y subordinó este al Ministerio de Defensa; la respuesta de Duan fue declarar la mobilización dos días más tarde (6 de julio) y la guerra a Cao Kun. Ambos bandos se enfrentaron entre el 14 y el 19 de julio en una serie de choques que acabaron con la derrota total de Duan y su fuga a la concesión japonesa en Tianjin. La derrota supuso un revés definitivo para la camarilla de Anhui del que nunca se recuperó por completo. Los intentos de reunificar a los militares Beiyang por la fuerza fueron contraproducentes y causaron finalmente la caída de Duan y la disolución de la antigua camarilla.

### Hegemonía de Zhili (1920–1924)
Después de la muerte de Feng Guozhang en 1919, Cao Kun pasó a dirigir la camarilla de Zhili. La alianza con la de Fengtian era sólo de conveniencia y la Primera Guerra Zhili-Fengtian estalló en 1922 entre ambas bandas. Las fuerzas de Zhili rechazaron a las de Fengtian, que debieron replegarse a Manchuria.
Hacia 1920, las principales camarillas que se disputaron el control del país ya estaban bien definidas; las principales eran las de Anhui, Zhili y Fengtian, junto con el Guomindang en el sur. La Guerra Zhili-Anhui fue el primer gran conflicto entre ellas. La derrota de la segunda la debilitó profundamente: perdió el control del Gobierno de Pekín, su sección política —el «club Anfu»— dejó de dominar el Parlamento, el Ejército de la Frontera Noroeste quedó disuelto y perdió seis provincias (Zhili, Shangdong, Jehol, Suiyuan, Shaanxi y Anhui) de las ocho que había llegado a controlar; quedó reducida a Fujian y Zhejiang. Las camarillas de Zhili y Fengtian, vencedoras en el enfrentamiento, se repartieron el producto de la victoria: se formó un nuevo Gobierno aceptable para las dos facciones, Fengtian adquirió el dominio de Jehol, Chahar y Suiyuan mientras que Zhili pasó a gestionar Shangdong, Shaanxi, Henan y Anhui.
Paulatinamente, sin embargo, la relación entre las dos nuevas camarillas principales fue empeorando; la mala situación financiera del Gobierno permitió a Zhang Zuolin retirar su apoyo al gabinete anterior y sustituirlo por otro encabezado por uno de sus partidarios el 1 de diciembre de 1921 con la excusa de aplicar cambios que condujesen a una solución del problema financiero. La retirada del apoyo financiero del nuevo gabinete a Wu Peifu enemistó a su camarilla con aquel y desencadenó una campaña de Wu para deshacerse del nuevo primer ministro, que efectivamente tuvo que retirarse por supuesta enfermedad ante las protestas de las provincias controladas por la camarilla; Wu continuó, no obstante, su campaña contra el Gobierno y Zhang lo interpretó como un intento de derrocar al Gobierno que le era favorable. En febrero de 1922, comenzó a negociar con Sun Yatsen primero y con los restos de la camarilla de Duan después para obtener su apoyo contra los militares de Zhili. El último día de marzo anunció el traslado de una de sus divisiones a la capital; a mediados de abril, un hermano de Cao Kun trató infructuosamente de negociar con Zhang, que exigió la vuelta de sus partidarios al Gobierno y el fin de la influencia de Wu en la política nacional. El 25 de abril, la camarilla de Zhili denunció a Zhang y rompió las hostilidades. Cerca de cien mil hombres combatieron en cada bando —muchos más que en el anterior enfrentamiento entre camarillas en 1920— y hubo numerosas bajas.
La guerra terminó con la derrota de Zhang tras una semana de duros combates que condujeron a su retirada a Manchuria. Sun Yatsen no acudió en su ayuda —una rebelión había derrocado su Gobierno—, lo que a su vez condujo a la pasividad de las provincias de la camarilla de Anhui, incapaces por sí solas de enfrentarse a las tropas de Zhili sin su ayuda. Zhili, ahora la camarilla predominante, pasó a dominar Jehol, Suiyuan, Chahar y a reforzar su control sobre Henan. Pronto los caudillos de Zhili se propusieron realizar un profundo cambio de Gobierno: propusieron la restauración de Li Yuanhong y la del Parlamento de 1917 para elegir un vicepresidente. Ante la presión de la camarilla, el presidente Xu renunció el 2 de junio y poco después —el 11 del mes— Li regresó a la presidencia con el amparo de la camarilla. Los sucesivos gabinetes quedaron sometidos a los militares de Zhili, sin que Li pudiese ejercer poder alguno sin su anuencia. La camarilla de Zhili se presentó, sin embargo, como la adalid del gobierno constitucional. A pesar de reunir de nuevo al Parlamento en agosto de 1922 y de haber devuelto la presidencia a Li, no se cumplieron las esperanzas de que el Gobierno rebelde del sur considerase esto suficiente como para reconocer la autoridad de Pekín.
A comienzos de 1923, la camarilla decidió no solo controlar el Gobierno, sino ejercerlo directamente; Cao Kun comenzó una campaña para hacerse con la presidencia mediante el soborno de los diputados del Parlamento. Hasta entonces, había estorbado las iniciativas de Li para resolver los graves problemas financieros mediante su control de las Cortes, con la esperanza de que su fracaso le facilitase la obtención del puesto. En junio, una campaña de presión sobre Li le obligó a huir y a refugiarse en Tianjin. En octubre Cao obtuvo la presidencia, pero solo a costa de un gran escándalo por el soborno de los diputados. La camarilla de Fengtian, la de Anhui y el Guomindang mostraron su rechazo a la elección, que consideraban ilegal. Además, la pretensión de Cao había producido tensiones entre él y Wu Peifu, que consideraba la reunificación del país prioritaria respecto de la elección presidencial. Cao compró la presidencia en octubre de 1923 sobornando a los diputados pese a la oposición del Guomindang, Fengtian, los restos de Anhui, algunos de sus lugartenientes y el público en general.
A pesar de la dura denuncia de Cao por parte de Zhang —que estaba aumentando sus fuerzas—, este se cuidó de precipitar un nuevo enfrentamiento militar tanto como la propia camarilla de Zhili. Sus unidades no estaban aún listas para un nuevo choque y el Guomindang se hallaba enfrascado en enfrentamientos con otras camarillas militares del sur del país, en medio de una profunda remodelación e incapaz de prestarle ayuda ninguna. Un año más tarde, con las unidades de Zhang reforzadas, Sun Yatsen listo para una ofensiva contra el norte y Zhili habiendo sometido Fujian y listo para lanzarse contra Zhejiang —la última provincia bajo control de la camarilla de Anhui—, el enfrentamiento que se había estado fraguando estalló en una nueva guerra el 1 de septiembre de 1924 cuando varias provincias de Zhili exigieron el desarme de Zhejiang y esta se negó. Cuatro días más tarde, Zhang anunció su respaldo a Zhejiang y Sun Yatsen su ofensiva hacia el norte. El 13 de octubre acababan los combates en Zhejiang con la derrota de esta y la victoria de las fuerzas de Zhili al mando de Sun Chuanfang. En el norte, se desarrollaron duros combates entre unidades de Zhili y Fengtian. Inesperadamente, el 23 de octubre Feng Yuxiang, hasta entonces miembro de la camarilla de Zhili, abandonó el frente, marchó sobre la capital y tomó el control del Gobierno; su acción desbarató las defensas de Zhili a pesar de los esfuerzos desesperados de Wu Peifu por sostenerlas. Feng había recibido un gran soborno de Zhang, con dinero proporcionado por Japón. Derrotado, Wu huyó a las provincias del Yangzi antes de que los combates finalizasen el 3 de noviembre. La derrota puso fin a la preeminencia de la camarilla de Zhili, aunque esta conservó el control de vastos territorios a lo largo del Yangzi.
El nuevo enfrentamiento entre la camarilla de Zhili y la de Fengtian estalló finalmente en septiembre de 1924 a propósito del conflicto de los gobernadores militares de Jiangsu y Zhejiang por el control de Shanghái. La petición de ayuda del primero a Wu Peifu y el respaldo de Zhang Zuolin al segundo hicieron que este atacase Zhili para aliviar la presión sobre Zhejiang y se desencadenase la segunda guerra entre las principales camarillas. La camarilla de Zhili parecía estar al borde de la victoria total en la Segunda Guerra Zhili-Fengtian hasta que Feng Yuxiang la traicionó, tomó Pekín, y encarceló a Cao. Las fuerzas de Zhili fueron derrotadas en el norte, pero mantuvieron el control del centro del país.

### Hegemonía Fengtian (1924–1928)
Zhili perdió el dominio de Suiyuan, Jehol, Chahar, Zhili, Shangdong, Henan, Zhejiang y Fujian. Los vencedores arrestaron a Cao Kun y forzaron la huida de Wu Peifu, lo que debilitó la dirección de la camarilla. El Guominjun de Feng se convirtió en una nueva potencia militar y obtuvo el control de parte de Zhili, Henan, Shaanxi, Gansu, Jehol, Suiyuan y Chahar, pero las principales ganancias fueron para Zhang. Este obtuvo el control de parte de Zhili —y su gobierno militar—, Shangdong y Anhui y comenzó a preparar una ofensiva hacia el Yangzi. Su ejército, con más de 200 000 hombres, era el mejor armado del país. Duan Qirui, para entonces poco más que un títere de las camarillas vencedoras, regresó al frente del Gobierno.

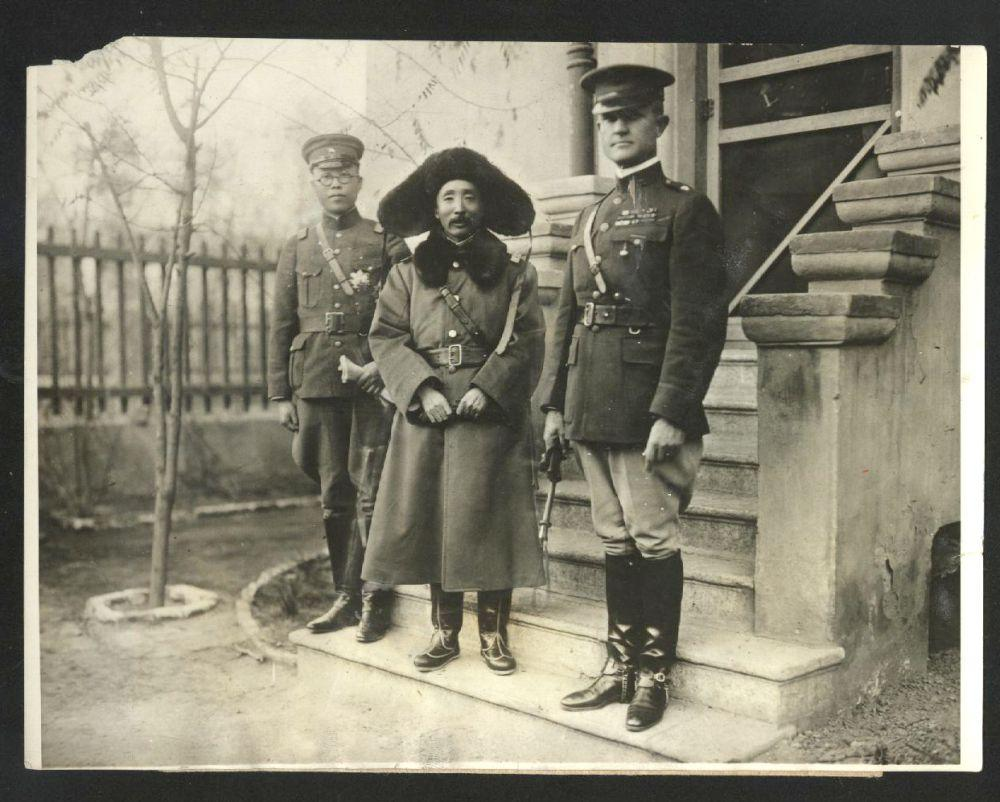
Zhang Zuolin (centro), junto a su hijo y sucesor al frente de la camarilla de Fengtian, Zhang Xueliang y el general norteamericano Connor en 1926.

La alianza entre Zhang Zuolin y Feng Yuxiang era endeble y pronto comenzó a mostrar tensiones. Feng había tomado Tianjin, pero Zhang envió sus propias tropas y tomó posesión de la ciudad. El 24 de noviembre de 1924, mandó a 10 000 soldados a la capital, hasta entonces también bajo control de Feng. Ante la presión de Zhang, Feng abandonó la región y se refugió en Kalgan. Durante el año siguiente, Feng aumentó las fuerzas bajo su mando directo hasta los 100 000 hombres para reducir su inferioridad frente a Zhang, comenzó a recibir ayuda militar soviética y a reforzar sus contactos con el Guomindang. Algunos de sus subordinados aumentaron el tamaño de sus unidades hasta contar con otros 280 000 soldados.
Mientras, Zhang sostenía enfrentamientos con los restos de la camarilla de Zhili; en diciembre de 1924, el Gobierno ordenó el relevo del gobernador militar de Jiangsu que, tras resistirse, fue tomada por la fuerza a finales de enero de 1925. Durante el verano, tres miembros de la camarilla de Fengtian tomaron posesión como gobernadores militares de Shangdong, Anhui y Jiangsu; en junio enviaron tropas a Shanghái, a pesar del anterior acuerdo con Zhili. Ante la perspectiva de un ataque contra las provincias del Yangzi, Sun Chuanfang lanzó un ataque por sorpresa contra las fuerzas de Zhang el 10 de octubre de 1925, las obligó a replegarse a Shangdong y retomó el control de Jiangsu y Anhui. Al mismo tiempo, el Guominjun comenzó a avanzar desde el oeste hacia Zhili y recuperó parte del territorio perdido. Cuando parecía que Feng y Zhang habían resuelto sus diferencias mediante la negociación, estalló la rebelión de Guo Songling de Fengtian, con la connivencia de Feng. Feng aprovechó la acción de Guo para atacar en Zhili, embestida que logró avances antes de la derrota y muerte de Guo a finales de año. Aislado contra Zhang, Feng se retiró a la Unión Soviética. El apoyo de Feng a Guo le privó de la simpatía de Wu Peifu, que en el otoñó había comenzado a atacar la retaguardia de Zhang. Wu y Zhang se aliaron entonces para combatir a Feng.
Feng pasó cinco meses en la Unión Soviética antes de regresar a China en otoño de 1926; para entonces ya había comenzado la Expedición del Norte lanzada por el Guomindang para unificar la nación. Las tropas de Feng, hasta entonces derrotadas, comenzaron a cooperar con las del Guomindang, incluso tras el enfrentamiento de este con sus antiguos aliados comunistas —Feng había recibido abundante ayuda militar de los soviéticos—.
Mientras, el Gobierno de Pekín se había hundido en la mayor de sus crisis de la época: en abril de 1926 Duan Qirui se había visto obligado a dimitir al perder el respaldo de Feng y Zhang. Para entonces eran este y Wu los que controlaban la capital e impusieron un «Gobierno de regencia», agrupación de políticos sin poder alguno. La crisis se resolvió el 17 de junio de 1927 cuando el más poderoso de los caudillos militares en ese momento, Zhang, se proclamó generalísimo e instituyó un Gobierno militar. Aunque se formó un gabinete, en la práctica Zhang gobernó como dictador. Zhang se hizo cargo del poder cuando ya las tropas del Ejército Nacional Revolucionario (ENR) invadían su territorio. El 2 de junio de 1928, Zhang dimitió después de acordar la entrega de Pekín al ENR. Fue asesinado por una bomba puesta por extremistas japoneses cuando huía a Manchuria el 4 de junio. Cinco días más tarde, las tropas del ENR se apoderaron de la capital y pusieron fin al gobierno Beiyang. El hijo y sucesor de Zhang, Zhang Xueliang, reconoció al gobierno nacionalista el 31 de diciembre.
Feng había formado su propia facción, llamada Guominjun (Ejército Nacional o KMC) que era ideológicamente afín al gobierno del Kuomintang al sur, pero no parte del mismo.
De las dos agrupaciones, la de Fengtian era mucho más fuerte gracias a la concentración de sus tropas, mientras que las del KMC se extendían a lo largo de una vasta zona. Las negociaciones para la reunificación entre el norte y el sur no fructificaron puesto que Zhang y Duan tenían poco en común con Sun Yatsen, que murió en marzo de 1925. Las fuerzas del KMC fueron rechazadas hacia el noroeste, pero más tarde se unieron a la Expedición del Norte de Jiang Jieshi (Wade-Giles, Chiang Kai-shek).

## En el sur

El emblema del partido Kuomintang.

El sur era un hervidero de actividad revolucionaria, donde la oposición a las camarillas de Beiyang fue más fuerte. Se rebeló contra la dinastía Qing en 1911 y en contra de Yuan Shikai en 1913 y 1916. Después del fracaso del intento de restauración de la dinastía Qing en Pekín en 1917, varias provincias del sur, lideradas por Tang Jiyao y Lu Rongting se negaron a reconocer al nuevo gabinete y parlamento de Duan Qirui. Sun Yat-sen reunió a notables políticos, diputados del KMT en la Asamblea Nacional disuelta durante el intento de restauración monárquica, y militares del sur a finales de julio de 1917 y formó un gobierno rival en Cantón conocido como Gobierno para la Protección de la Constitución. Las facciones del sur reconocieron a Cantón como capital legítima a pesar de que carecía de reconocimiento internacional. Al igual que en el norte, los caudillos militares del sur se rebelaron frecuentemente con el pretexto de defender los derechos provinciales frente al gobierno central, especialmente la provincia de Guangxi. Las provincias del sur que reconocieron al gobierno de Cantón fueron: Yunnan, Sichuan, Guizhou, Hunan, Guangxi y Guangdong (incluyendo Hainan).

### El Gobierno para la Protección de la Constitución (1917–1922)
En septiembre, Sun fue nombrado generalísimo del gobierno militar con el fin de proteger la Constitución provisional de 1912. Los señores de la guerra del sur respaldaron su régimen únicamente para legitimar sus feudos y protegerse de Pekín. En un intento de lograr reconocimiento internacional, el gobierno del sur también declaró la guerra contra las Potencias Centrales, pero sin alcanzar su objetivo. En julio de 1918, los militares del sur pensaron que Sun había reunido demasiado poder y le obligaron a formar un directorio que incluía varios caudillos militares. La continua interferencia de estos en el gobierno forzó a Sun optar por el exilio. Durante este periodo de alejamiento del gobierno Sun refundó el Partido Nacionalista Chino (Kuomintang, KMT). Con la ayuda del general del KMT Chen Jiongming, expulsó a los miembros del directorio (el general Cen Chunxuan, el almirante Lin Baoyi y el general Lu Rongting) tras la Guerra Guandong-Guangxi en 1920. En mayo de 1921, Sun fue elegido "presidente extraordinario" por un parlamento escogido, a pesar de las protestas de Chen y Tang Shaoyi, que lo considerban inconstitucional. Mientras que Tang abandonó Cantón, Chen se confabuló con la camarilla de Zhili para derrocar a Sun en junio de 1922 a cambio de ser reconocido como gobernador de la provincia de Guangdong.

### Reorganización (1923–1925)
Los leales a Sun expulsaron a Chen y Sun retomó el poder en Cantón en marzo de 1923. Se reorganizó el KMT según la doctrina leninista del centralismo democrático y se forjó una alianza con el Partido Comunista de China, que se conoce como el Primer Frente Unido. El gobierno de Cantón abandonó la protección de la Constitución de 1912 ya que su parlamento pasó a respaldar al gobierno de Pekín que encabezaba Cao Kun. En cambio, su nuevo objetivo fue la creación de un Estado revolucionario de partido único. La Academia Militar de Whampoa se fundó para crear un cuerpo de oficiales leales al KMT y librar a este de su dependencia de los oportunistas generales sureños. Con la expulsión de la camarilla de Zhili del gobierno de Pekín en 1924, Sun viajó al norte para negociar la reunificación con los líderes del Guominjun (ejército de Feng Yuxiang), y de las camarillas de Fengtian y de Anhui. Sun murió de cáncer en marzo de 1925, lo que puso fin a las conversaciones y desencadenó una lucha de poder dentro del KMT. Tang Jiyao, que afirmaba ser el sucesor elegido por Sun, trató de hacerse con el control del gobierno del sur durante la Guerra Yunnan-Guangxi, pero fue derrotado. En el norte la Guerra Anti–Fengtian se libró de noviembre de 1925 a abril de 1926 y enfrentó al Guominjun contra la camarilla de Fengtian y sus aliados de la camarilla de Zhili. La guerra terminó con la derrota del Guominjun y el fin del gobierno ejecutivo provisional del norte.

### La expedición al norte (1926–1928)
El general del KMT Chiang Kai-shek se convirtió en el caudillo del Ejército Nacional Revolucionario (ENR) a raíz del incidente del navío Zhongshan. Partió en la Expedición del Norte, largamente postergada, en la primavera de 1926, en alianza con los comunistas chinos.  Las fuerzas del ENR derrotaron rápidamente a los ejércitos de la camarilla de Zhili de Wu Peifu y Sun Chuanfang en la China central y oriental. El caudillo del Guominjun Yan Xishan, que controlaba Shanxi, unió sus fuerzas a las del KMT contra las de la camarilla de Fengtian, como otros caciques militares, que optaron por la alianza con nacionalistas y comunistas en vez de oponérseles.
En 1927, se rompió la alianza entre el KMT y el Partido Comunista; este fue brutalmente perseguido y casi eliminado por Jiang Jieshi, y comenzó la guerra civil china. Jiang estableció su capital en Nankín y se hizo con el control del ENR y del Guomindang, pero seguía necesitando tomar Pekín para obtener el reconocimiento internacional de su gobierno.
Jiang reanudó la campaña militar en abril de 1928. Yan Xishan, convertido en general del KMT, ocupó Pekín tras la muerte de Zhang Zuolin, que había sido derrotado en menos de dos meses de combates. Zhang Xueliang, el nuevo cacique de Fengtian, decidió reconocer al Gobierno de Chiang a condición de que se le confirmara su dominio sobre Manchuria, pero los japoneses ocuparon Manchuria unos años más tarde, en 1931, despojándole de su poder en la región.

## Reunificación nominal
Al mudar la capital a Nankín, Jiang se aseguró una base de poder, completando el «reemplazo de la Bandera del Nordeste» la reunificación teórica china en 1928. No obstante, muchos caudillos militares no fueron derrotados, sino que simplemente se les integró en el nuevo Gobierno nacional, lo que trajo más tarde problemas a Jiang. A menudo el Guomindang se había limitado a asignar nuevos números a las unidades intactas de los caudillos militares que se les habían unido —al menos 34 caciques militares en la primera fase de la campaña—.
Los intentos del Gobierno central de acabar con la herencia de independencia política y financiera de los feudos de los militares condujeron a una nueva guerra. En la primavera las fuerzas gubernamentales se enfrentaron a la camarilla de Guangxi. Feng Yuxiang y Yan Xishan se rebelaron en 1930 en la Guerra de las Planicies Centrales. En el noroeste tuvo lugar la Guerra de Xinjiang entre 1931 y 1937. Jiang tuvo que afrontar la Rebelión de Fujian en 1933-34. Zhang Xueliang tomó parte en el Incidente de Xi'an de 1936. A todas estas revueltas se añadían caudillos militares menores, bandoleros locales, las milicias de las minorías étnicas, y los comunistas del PCCh, activos en el campo y en las regiones periféricas. Además, el propio KMT estaba dividido en facciones y dirigentes influyentes como Wang Jingwei o Hu Hanmin que se rebelaron contra Jiang. El poder de este menguaba apreciablemente más allá de las provincias contiguas a Jiangsu.
En resumen, los señores de la guerra no desaparecieron,  sino que tomaron un aspecto diferente. Todas las camarillas adoptaron el "traje Zhongshan" y estaban teóricamente afiliadas al KMT, convirtiéndose en la práctica en fracciones del mismo. No fue sino hasta después del final de la guerra civil china en 1950 cuando el bando comunista, vencedor del conflicto, instauró un gobierno realmente centralizado, con un control efectivo político y militar del territorio chino similar al de la Dinastía Qing.

## Facciones más importantes

### Facciones del norte

#### Camarillas más importantes
| camarilla de Anhui 皖系 - Duan Qirui 段祺瑞 - Xu Shuzheng 徐樹錚 - Lu Yongxiang 盧永祥 - Ni Sichong 倪嗣沖 - Qu Tongfeng 曲同豐 - Wu Guangxin 吳光新 - Jin Yunpeng 靳雲鵬 - Duan Zhigui 段芝貴 - Zhang Jingyao 張敬堯 - Chen Shufan 陈淑芬 |  | camarilla de Zhili 直系 - Feng Guozhang 馮國璋 - Cao Kun 曹錕 - Wu Peifu 吳佩孚 - Sun Chuanfang 孫傳芳 - Lu Jianzhang 陸建章 - Li Chun 李純 - Wang Zhangyuan 王占元 - Chen Guangyuan 陳光遠 - Feng Yuxiang 馮玉祥 - Qi Xieyuan 齊變元 - Wang Chengbin 王承斌 - Li Jinglin 李景林 (antes de Fengtien) |  | camarilla de Fengtian 奉系 - Zhang Zuolin 張作霖 - Zhang Xueliang 張學良 - Zhang Zuoxiang 張作相 - Zhang Zongchang 張宗昌 - Wan Fulin 万福麟 - Zang Shiyi 臧式毅 - Wu Junsheng 吳俊陞 - Guo Songling 郭松齡 - Yang Yuting 楊宇霆 - Zhu Yupu 祩玉樸 - Tang Yulin 湯玉麟 |  |

#### Camarillas Menores
| Guominjun 國民軍 - Feng Yuxiang 馮玉祥 (antes de la camarilla de Zhili) - Hu Jingyi 胡京伊 - Sun Yue 孙玉鹗 camarilla de Shanxi 晉系 - Yan Xishan 閻錫山 camarilla de Xinjiang - Yang Zengxin 楊增新 - Jin Shuren 金樹仁 - Sheng Shicai 盛世才 | camarilla Ma 馬家軍 - Qinghai - Ma Qi 馬麒 - Ma Lin 馬麟 - Ma Bufang 馬步芳 - Ma Buqing 馬步青 - Ningxia - Ma Hongbin 馬鴻賓 - Ma Hongkui 馬鴻逵 - Gansu - Ma Zhongying 馬仲英 |

#### Facciones tardías
| Hebei - Song Zheyuan 宋哲元 (antes del Guominjun) Henan - Bie Tingfang 別廷芳(antes del Guominjun) | Rehe - Tang Yulin 湯玉麟 (antes de la camarilla de Fengtian) - Sun Dianying 孫殿英 (antes del Guominjun) Shaanxi - Jing Yuexiu 井岳秀 - Yang Hucheng 杨虎城 | Suiyuan - Fu Zuoyi 傅作義 (anteriormente de la camarilla de Shanxi) Shandong - Liu Zhennian 刘珍年 - Han Fuqu 韓復榘(antes del Guominjun) |

### Facciones del sur
| camarilla de Yunnan 滇系 - Cai E 蔡鍔 - Tang Jiyao 唐繼堯 - Long Yun 龍雲 | Antigua camarilla de Guangxi 桂系 - Lu Rongting 陸榮廷 - Lin Hu 林虎 - Tan Haoming 譚浩明 - Shen Hongying 沈鴻英 - Chen Binghun 陳炳焜 Nueva camarilla de Guangxi 新桂系 - Li Zongren 李宗仁 - Huang Shaoxiong 黃紹竑 - Bai Chongxi 白崇禧 | Guomindang (KMT) 中國國民黨 - Sun Yatsen孫逸仙 - Chiang Kai-shek蔣介石 - Hu Hanmin胡漢民 - Wang Jingwei汪精衛 - Liao Zhongkai廖仲凱 - He Yingqin何應欽 | camarilla de Sichuan 川系 - Liu Xiang 劉湘 - Yang Sen 楊森 - Deng Xihou鄧錫侯 - Tian Songyao田頌堯 Sichuan / Xikang - Liu Wenhui 劉文輝 |

#### Facciones menores del sur
| Guangdong - Chen Jiongming 陳炯明 - Chen Jitang 陳濟棠 - Yu Hanmou 余汉谋 - Zhang Fakui 張發奎 | Fujian - Cai Tingkai 蔡廷鍇 - Jiang Guangnai 蔣光鼐 Guizhou - Liu Xianshi 劉顯世 - Wang Jialie 王家烈 | Partido Comunista de China (PCCh) - Mao Zedong 毛澤東 - Zhou Enlai 周恩來 - Zhu De 朱德 - Peng Dehuai 彭德懷 | Hunan - Tan Yankai 譚延闓 - Zhao Hengti 赵恒惕 - Tang Shengzhi 唐生智 | Jiangxi - Lu Diping 魯滌平 Hebei - Wang Zhanyuan王占元 |